# Bouconville-Vauclair
Bouconville-Vauclair est une commune française située dans le département de l'Aisne, en région Hauts-de-France.
Ses habitants sont appelés les Bouconvillois.

## Géographie

### Localisation

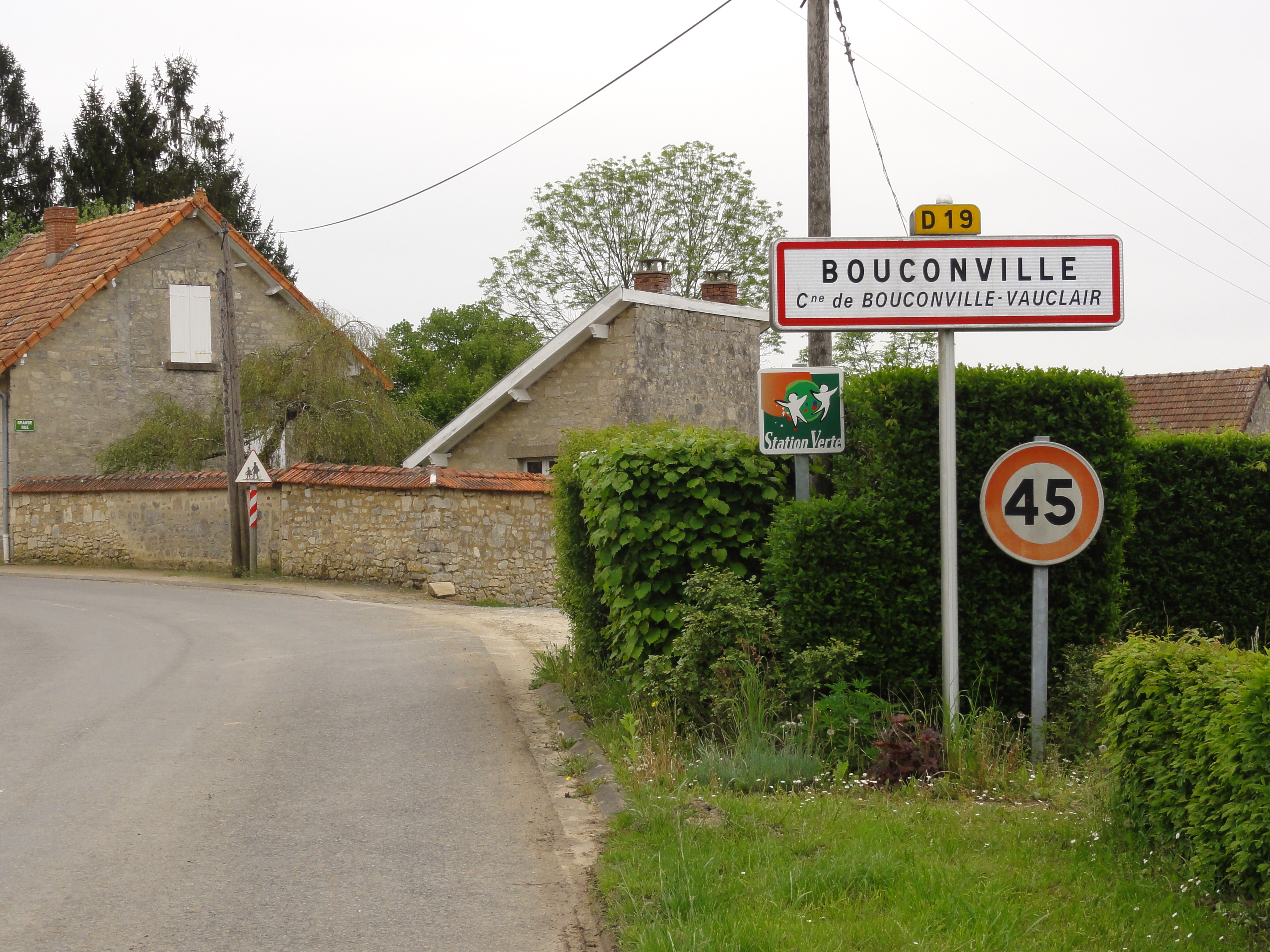
Entrée de Bouconville.

Bouconville-Vauclair est située dans la région Hauts-de-France, au centre du département de l'Aisne. La commune appartient au canton de Craonne et à la communauté de communes du Chemin des Dames.
La commune se trouve à 3,7 km au nord-ouest du chef-lieu du canton, Craonne, à 14,8 km au sud-est de la ville préfecture, Laon, et à 122,5 km au nord-est de la capitale, Paris.
Les communes limitrophes sont  Arrancy, Chermizy-Ailles, Corbeny, Craonnelle, Craonne, Oulches-la-Vallée-Foulon, Ployart-et-Vaurseine et Sainte-Croix.

### Hydrographie
La commune est située dans le bassin Seine-Normandie. Elle est drainée par l'Ailette, le cours d'eau 06 de la commune de Chevregny, le cours d'eau 07 de la commune de Bouconville-Vauclair, le cours d'eau 08 de la commune de Bouconville-Vauclair, le cours d'eau 10 de la commune de Bouconville-Vauclair, le cours d'eau 11 de la commune de Bouconville-Vauclair, le fossé 01 de la commune de Bouconville-Vauclair, le fossé 04 de la commune de Bouconville-Vauclair et le fossé 05 de la commune de Bouconville-Vauclair,,.
L'Ailette, d'une longueur de 59 km, prend sa source dans la commune de Sainte-Croix et se jette dans l'Oise (rive gauche) à Quierzy, après avoir traversé 36 communes.

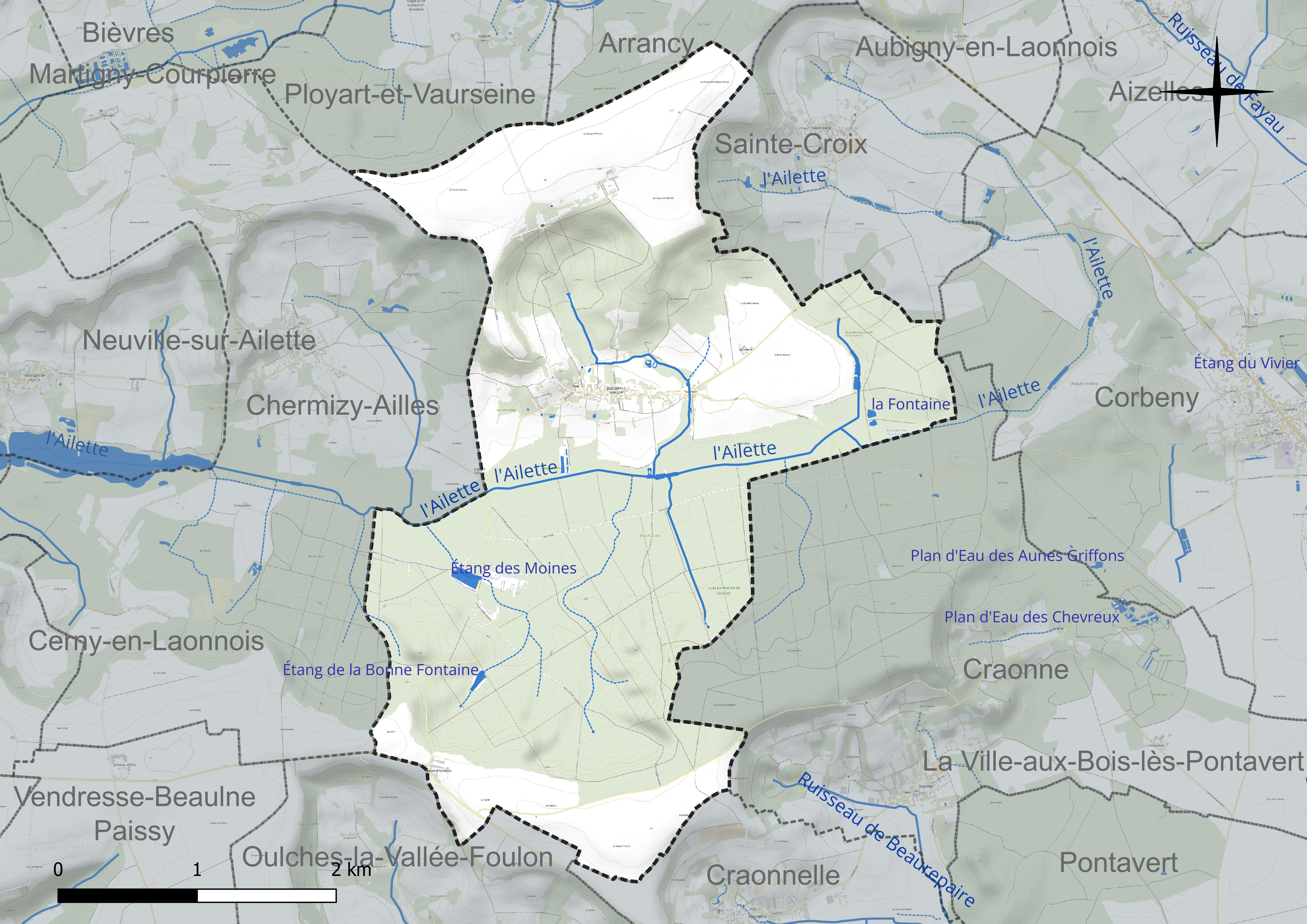
Réseau hydrographique de Bouconville-Vauclair.

Trois plans d'eau complètent le réseau hydrographique : la Fontaine (0,5 ha), l'étang de la Bonne Fontaine (0,6 ha) et l'étang des Moines (1,6 ha),.

### Climat
Pour des articles plus généraux, voir Climat des Hauts-de-France et Climat de l'Aisne.
En 2010, le climat de la commune est de type climat océanique dégradé des plaines du Centre et du Nord, selon une étude du CNRS s'appuyant sur une série de données couvrant la période 1971-2000. En 2020, Météo-France publie une typologie des climats de la France métropolitaine dans laquelle la commune est exposée à un climat océanique altéré et est dans la région climatique Nord-est du bassin Parisien, caractérisée par un ensoleillement médiocre, une pluviométrie moyenne régulièrement répartie au cours de l'année et un hiver froid (3 °C).
Pour la période 1971-2000, la température annuelle moyenne est de 10,4 °C, avec une amplitude thermique annuelle de 15,3 °C. Le cumul annuel moyen de précipitations est de 732 mm, avec 12,3 jours de précipitations en janvier et 9,1 jours en juillet. Pour la période 1991-2020 la température moyenne annuelle observée sur la station météorologique la plus proche, située sur la commune de Martigny-Courpierre à 6 km à vol d'oiseau, est de 10,7 °C et le cumul annuel moyen de précipitations est de 734,4 mm,. Pour l'avenir, les paramètres climatiques de la commune estimés pour 2050 selon différents scénarios d'émission de gaz à effet de serre sont consultables sur un site dédié publié par Météo-France en novembre 2022.

## Urbanisme

### Typologie
Au 1er janvier 2024, Bouconville-Vauclair est catégorisée commune rurale à habitat dispersé, selon la nouvelle grille communale de densité à 7 niveaux définie par l'Insee en 2022.
Elle est située hors unité urbaine.
Par ailleurs la commune fait partie de l'aire d'attraction de Reims, dont elle est une commune de la couronne,. Cette aire, qui regroupe 294 communes, est catégorisée dans les aires de 200 000 à moins de 700 000 habitants,.

### Occupation des sols

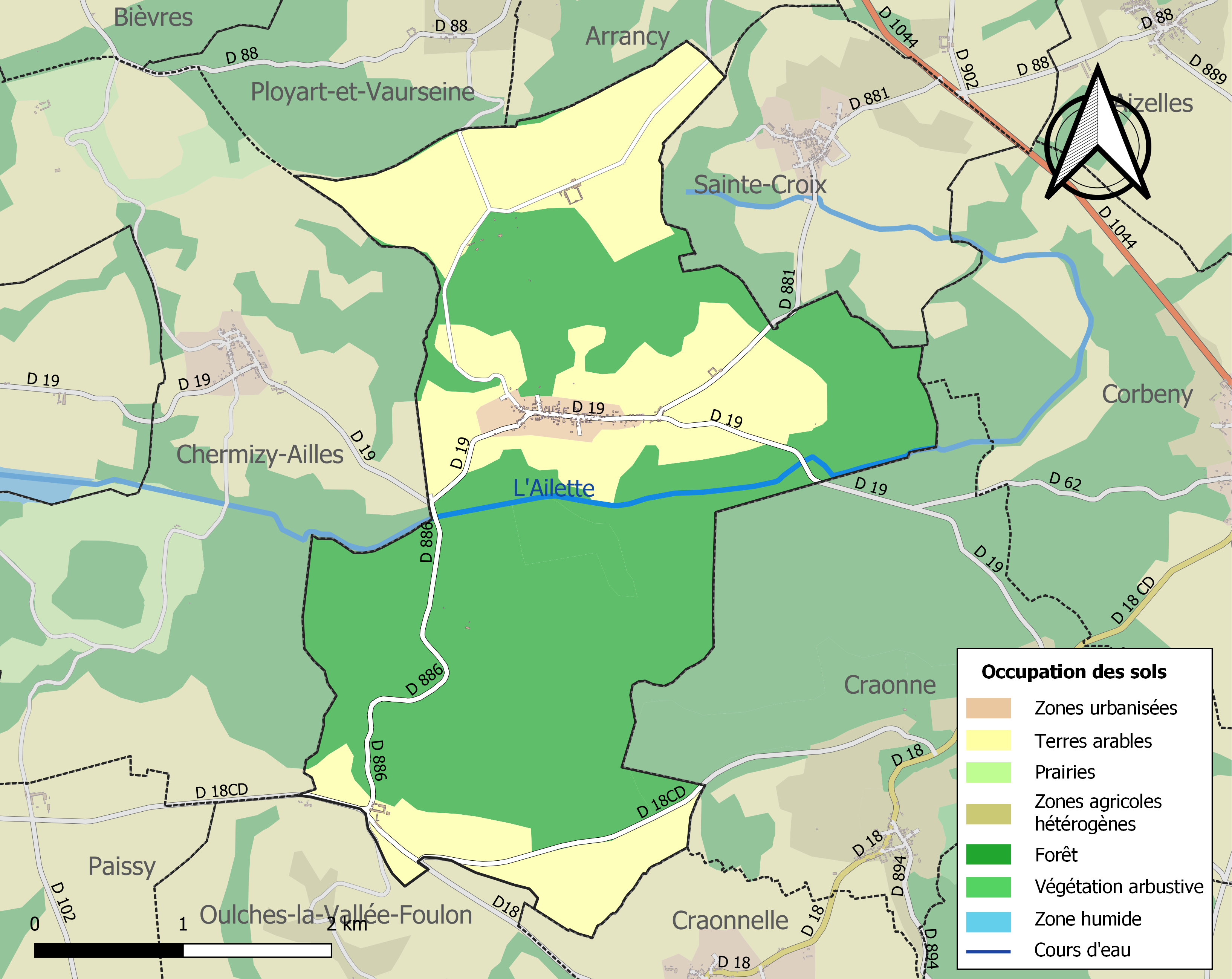
Carte des infrastructures et de l'occupation des sols de la commune en 2018 (CLC).

L'occupation des sols de la commune, telle qu'elle ressort de la base de données européenne d'occupation biophysique des sols Corine Land Cover (CLC), est marquée par l'importance des forêts et milieux semi-naturels (62,2 % en 2018), une proportion identique à celle de 1990 (62,2 %).
La répartition détaillée en 2018 est la suivante : forêts (62,2 %), terres arables (35,9 %), zones urbanisées (1,9 %).
L'évolution de l'occupation des sols de la commune et de ses infrastructures peut être observée sur les différentes représentations cartographiques du territoire : la carte de Cassini (XVIIIe siècle), la carte d'état-major (1820-1866) et les cartes ou photos aériennes de l'IGN pour la période actuelle (1950 à aujourd'hui).

## Toponymie
Bouconville est attesté sous les formes Buncunvilla (1153) ; Boconisvilla (1155) ; Bouconvilla (1160) ; Bucunvilla (1179) ; Bocumvilla (1192) ; Bochunville (1196) ; Bochum-Villa, Bocunvilla (XIIe siècle) ; Bocconville (1224) ; Bouconvile (1239) ; Territorium de Bonconville (1247) ; Bouconville-soubz-la-Bove (1311).
Vauclair fait référence à l'abbaye de Vauclair (ou aussi Vauclerc), une ancienne abbaye de moines cisterciens, située sur le territoire de la commune. Elle fut fondée en 1134 par Bernard de Clairvaux à la demande de Barthélemy de Jur, l'évêque de Laon auquel il était apparenté. Saint Bernard lui donna le nom de Vauclair (« Vallis clara »), nom inversé de l'abbaye mère (« Clara vallis »).

## Histoire

### Moyen Âge et temps modernes
Le hameau de Vaucler ou Vauclerc, peut être fondé au IXe siècle par Begon, gendre de Louis le Débonnaire d'où le nom. Au XVIe siècle, foire et marché s'établissent sur la commune.
En 1591, Louis III de Proisy, chevalier, seigneur de Proisy, et baron de la Bove à Bouconville-Vauclair, épousa Louise Le Grix qui lui apporta le fief, terre et seigneurie de Tollevast, qu'ils vendirent vers 1594.

### Époque contemporaine
En 1923, la commune de Vauclerc-et-la-Vallée-Foulon, qui est entièrement détruite, est divisée en deux parties et elle est supprimée. Le chef-lieu de l'ancienne commune, Vauclerc, est rattachée à la commune de Bouconville tandis que le hameau de la Vallée-Foulon est absorbé par Oulches.
Les cachets postaux utilisés à Bouconville ont porté la mention Bouconville jusqu'en 1923 puis Bouconville-Vauclerc. En 1973, la commune prend son nom actuel de Bouconville-Vauclair.
On trouve au nord du territoire un château reconstruit dans les années 1930, après avoir été entièrement rasé pendant la Première Guerre mondiale, le Château de la Bôve. Ce château qui a changé de propriétaire à de nombreuses reprises, a été la propriété de Louis XV et servait de résidence d'agrément à ses filles. Il est à l'origine du toponyme Chemin des Dames.

## Politique et administration

### Découpage territorial
La commune de Bouconville-Vauclair est membre de la communauté de communes du Chemin des Dames, un établissement public de coopération intercommunale (EPCI) à fiscalité propre créé le 29 décembre 1995 dont le siège est à Craonne. Ce dernier est par ailleurs membre d'autres groupements intercommunaux.
Sur le plan administratif, elle est rattachée à l'arrondissement de Laon, au département de l'Aisne et à la région Hauts-de-France. Sur le plan électoral, elle dépend du canton de Villeneuve-sur-Aisne pour l'élection des conseillers départementaux, depuis le redécoupage cantonal de 2014 entré en vigueur en 2015, et de la première circonscription de l'Aisne  pour les élections législatives, depuis le dernier découpage électoral de 2010.

### Administration municipale

#### Liste des maires
| Période                                  | Période                       | Identité                  | Étiquette | Qualité                                           |
| ---------------------------------------- | ----------------------------- | ------------------------- | --------- | ------------------------------------------------- |
| Les données manquantes sont à compléter. |                               |                           |           |                                                   |
| avant 1877                               | après 1879                    | Lepreux                   |           |                                                   |
|                                          | 1940                          | Henri Rillart de Verneuil | FR        | Sénateur                                          |
| Les données manquantes sont à compléter. |                               |                           |           |                                                   |
| décembre 1968                            | mai 2020,                     | Henri de Benoist          | DVD       | Retraité agricole Réélu pour le mandat 2014-2020, |
| mai 2020                                 | En cours (au 11 juillet 2020) | Stéphane Brateau          |           |                                                   |

## Population et société

### Démographie

#### Bouconville-Vauclair
L'évolution du nombre d'habitants est connue à travers les recensements de la population effectués dans la commune depuis 1793. Pour les communes de moins de 10 000 habitants, une enquête de recensement portant sur toute la population est réalisée tous les cinq ans, les populations de référence des années intermédiaires étant quant à elles estimées par interpolation ou extrapolation. Pour la commune, le premier recensement exhaustif entrant dans le cadre du nouveau dispositif a été réalisé en 2006.

En 2022, la commune comptait 184 habitants, en évolution de −0,54 % par rapport à 2016 (Aisne : −1,97 %, France hors Mayotte : +2,11 %).
| 1793 | 1800 | 1806 | 1821 | 1831 | 1836 | 1841 | 1846 | 1851 |
| ---- | ---- | ---- | ---- | ---- | ---- | ---- | ---- | ---- |
| 607  | 602  | 549  | 578  | 614  | 600  | 593  | 578  | 535  |

| 1856 | 1861 | 1866 | 1872 | 1876 | 1881 | 1886 | 1891 | 1896 |
| ---- | ---- | ---- | ---- | ---- | ---- | ---- | ---- | ---- |
| 502  | 521  | 475  | 444  | 438  | 402  | 372  | 372  | 327  |

| 1901 | 1906 | 1911 | 1921 | 1926 | 1931 | 1936 | 1946 | 1954 |
| ---- | ---- | ---- | ---- | ---- | ---- | ---- | ---- | ---- |
| 348  | 373  | 396  | 168  | 211  | 234  | 242  | 236  | 211  |

| 1962 | 1968 | 1975 | 1982 | 1990 | 1999 | 2006 | 2011 | 2016 |
| ---- | ---- | ---- | ---- | ---- | ---- | ---- | ---- | ---- |
| 226  | 196  | 180  | 184  | 170  | 161  | 157  | 194  | 185  |

| 2021 | 2022 | - | - | - | - | - | - | - |
| ---- | ---- | - | - | - | - | - | - | - |
| 186  | 184  | - | - | - | - | - | - | - |

#### Bouconville
Avant 1923, la démographie de Bonconville était :
| 1793 | 1800 | 1806 | 1821 | 1831 | 1836 | 1841 | 1846 | 1851 |
| ---- | ---- | ---- | ---- | ---- | ---- | ---- | ---- | ---- |
| 607  | 602  | 549  | 578  | 614  | 600  | 593  | 578  | 535  |

| 1856 | 1861 | 1866 | 1872 | 1876 | 1881 | 1886 | 1891 | 1896 |
| ---- | ---- | ---- | ---- | ---- | ---- | ---- | ---- | ---- |
| 502  | 521  | 475  | 444  | 438  | 402  | 372  | 372  | 327  |

| 1901 | 1906 | 1911 | 1921 | - | - | - | - | - |
| ---- | ---- | ---- | ---- | - | - | - | - | - |
| 348  | 373  | 396  | 168  | - | - | - | - | - |

Histogramme

(élaboration graphique par Wikipédia)

#### Vauclair
Le hameau de Vauclair a formé une commune avec La Vallée-Foulon avant 1923, d'où une évolution démographie comprenant Vauclair et La Vallée-Foulon, qui est rattaché à Oulches depuis 1923.

## Culture locale et patrimoine

### Lieux et monuments
- Le château de la Bôve. Un premier château est cité en 1259, et ruiné en 1430[42]. La demeure actuelle a été reconstruite entre 1925 et 1933 sur un édifice du XVIIIe siècle.
- L'abbaye cistercienne de Vauclair fondée en 1134 dans la vallée de l'Ailette et démantelée en 1789 à la Révolution.
- La ferme d'Hurtebise, lieu d'une bataille napoléonienne en 1814 et de combats durant la Première Guerre mondiale.
- Le monument des Marie-Louise et des Bleuets, en hommage aux jeunes recrues de 1814 et aux jeunes soldats de 1914-1918, situé face à la ferme d'Hurtebise.
- Un réseau de tranchées, bien conservées, est classé depuis 1999. Il s'agit d'un champ de bataille très meurtrier d'avril à septembre 1917 dont les tranchées, les trous d'obus et l'abri bétonné ont été miraculeusement préservés.
- L'église de Bouconville-Vauclair.

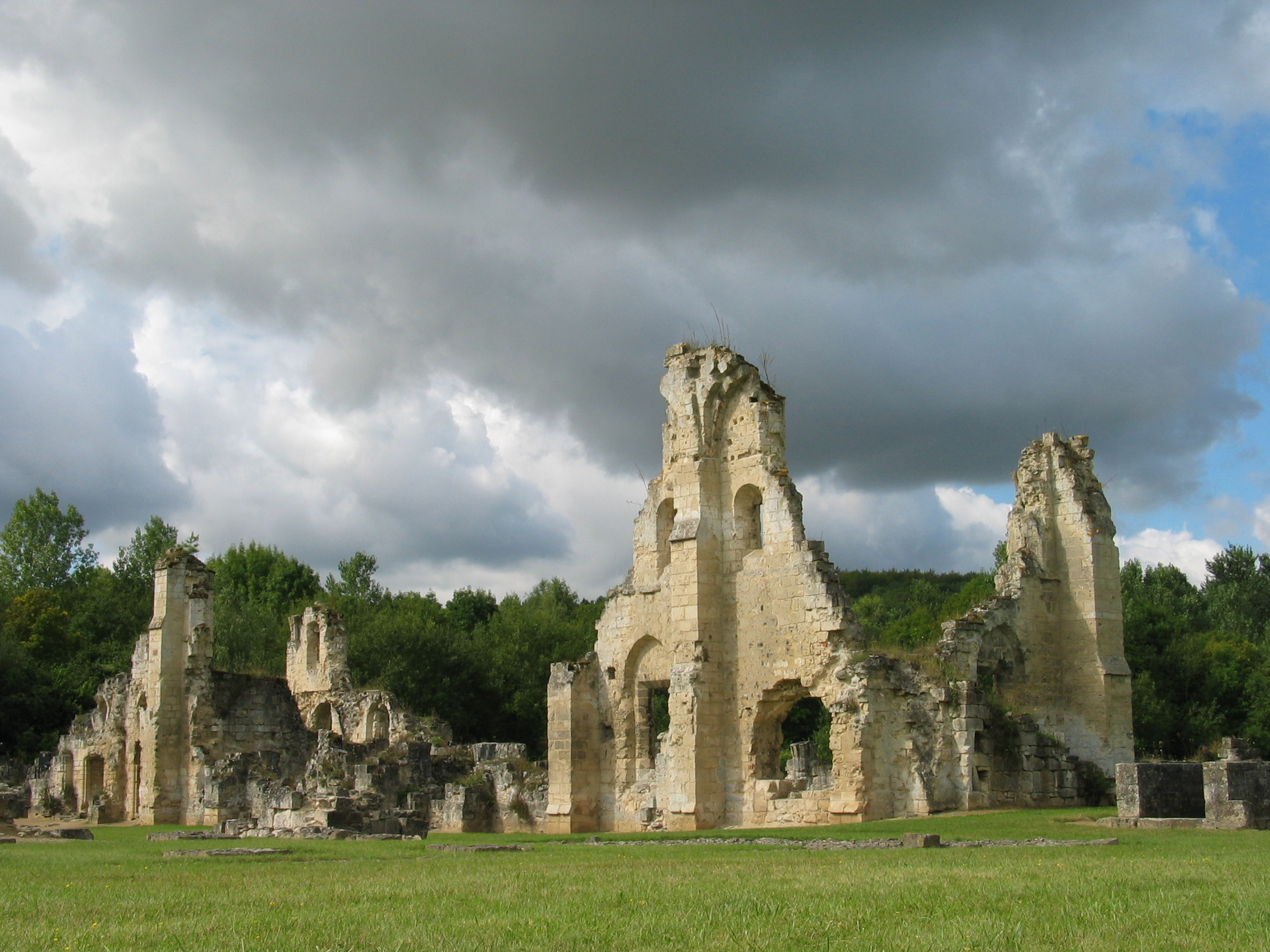
L'abbaye de Vauclair.
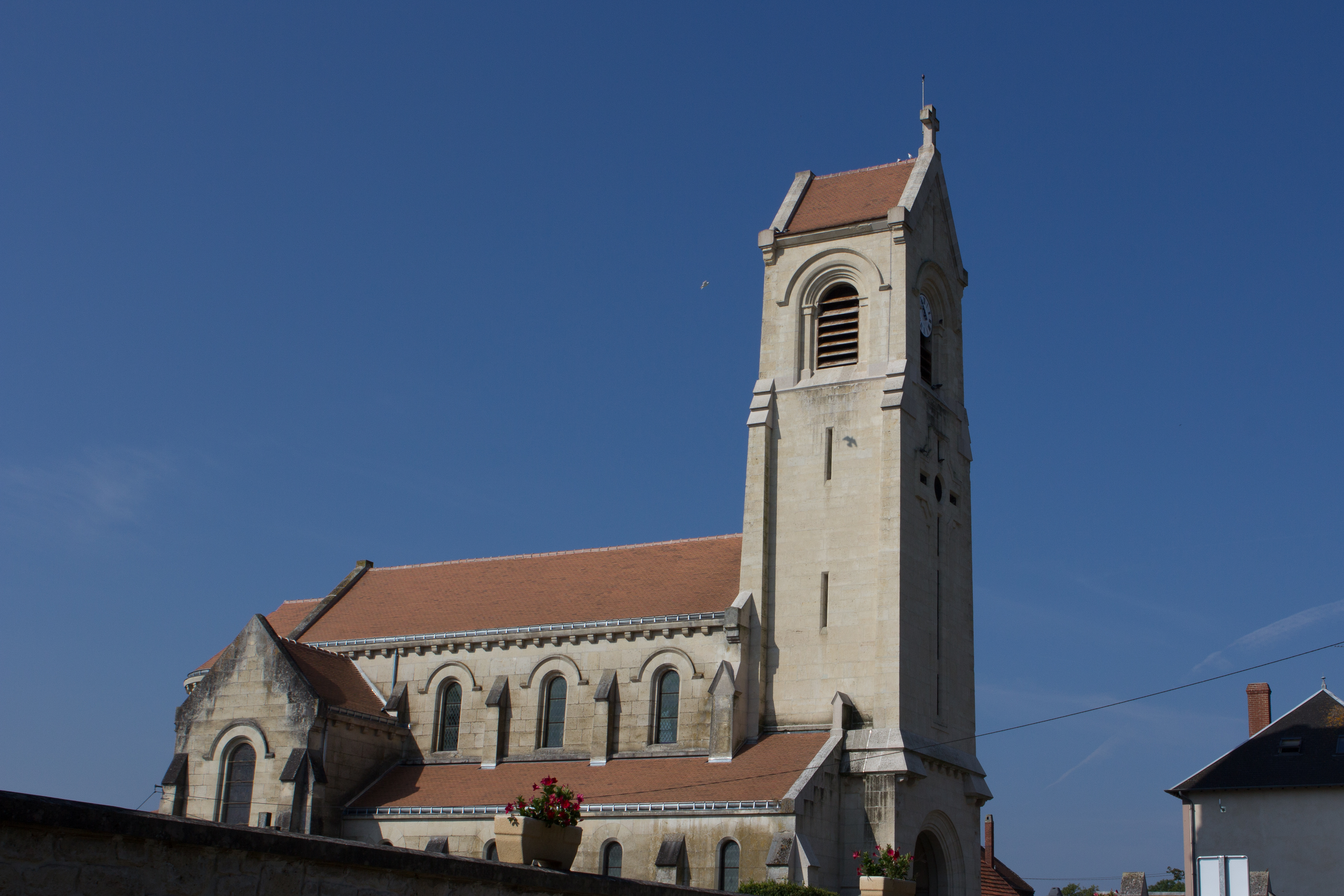
L'église de Bouconville-Vauclair.
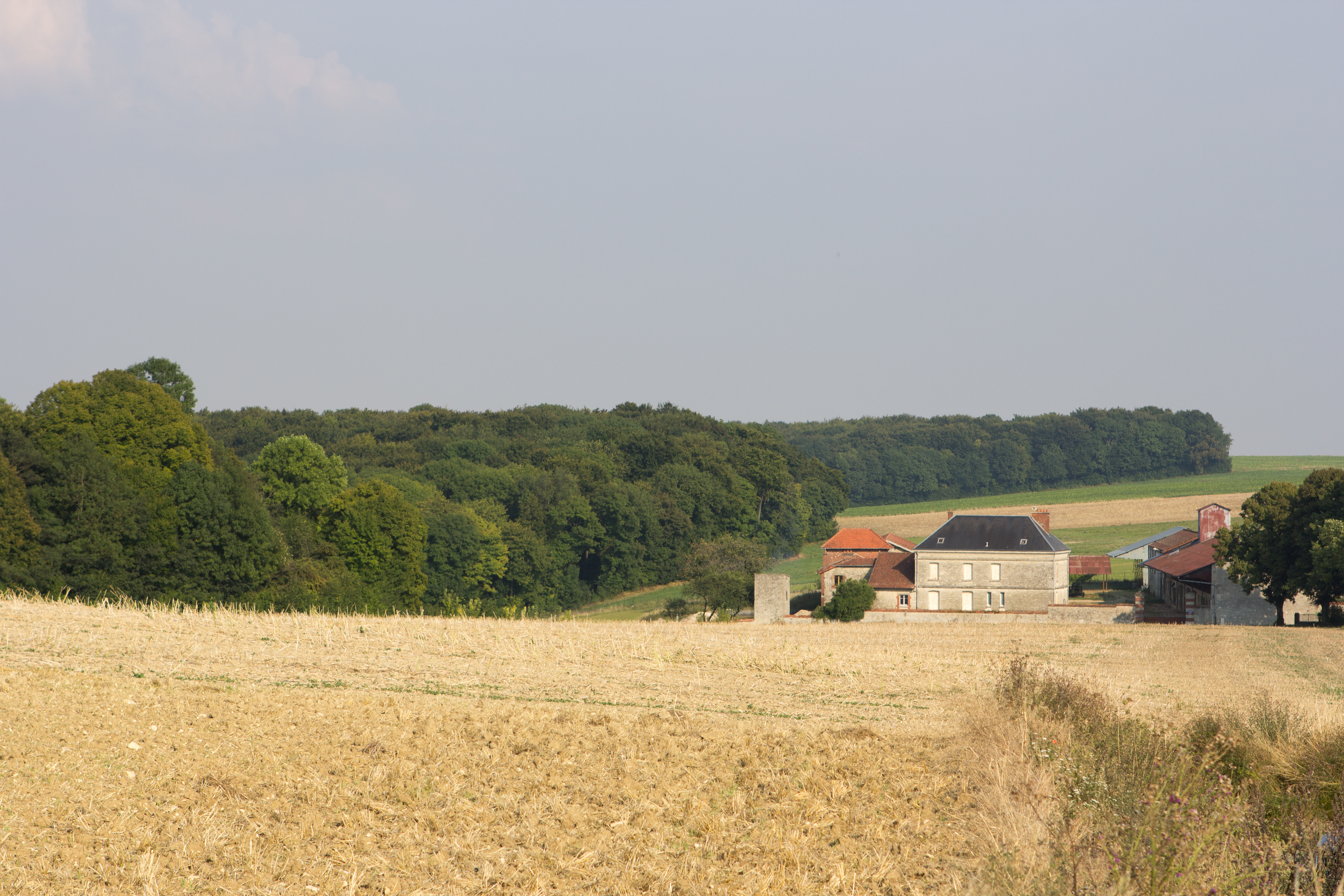
La ferme d'Hurtebise.
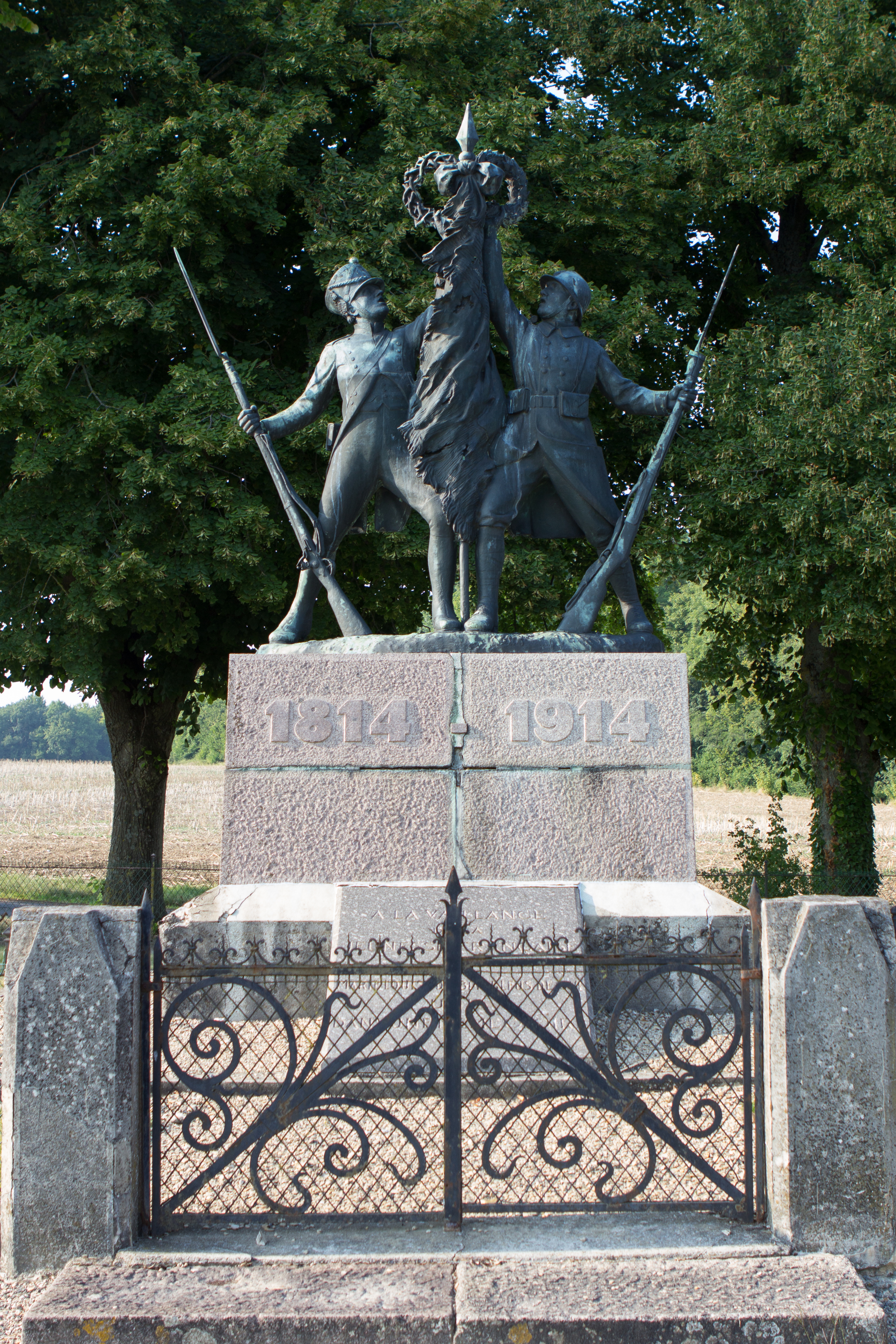
Le monument des Marie-Louise et des Bleuets.

### Personnalités liées à la commune
- Henri Rillart de Verneuil, député puis sénateur, maire de la commune de 1901 à 1910, propriétaire du château de La Bôve.
- Bastien Lhomme (historien).

## Pour approfondir